# ليزلي أبرامز
ليزلي أبرامز هي بروفيسورة ومؤرخة كندية، ولدت في 1952 في أوتاوا في كندا.